# 소백산 주목군락
소백산 주목군락(小白山 朱木群落)은 충청북도 단양군 가곡면에 있는 생물상이다. 1973년 6월 20일 대한민국의 천연기념물 제244호로 지정되었다.

## 개요
주목은 한국, 일본, 만주, 우수리, 소련 등지에 분포하고 있다. 한국에서는 소백산·태백산·오대산·설악산 등 높은 산악지대나 추운 지방에서 주로 자라며, 나무의 모습이 아름답기 때문에 정원수로 많이 쓰인다.
소백산의 주목군락은 비로봉의 정상부 서쪽에 100여 그루의 오래된 주목이 모여 자라고 있으며, 줄기가 꼬이고 곁가지는 아래 위로 굴곡을 만들어 신기한 모습을 하고 있다. 대부분 나무의 높이는 7m 정도이고, 둘레는 일정치 않으나 2m 정도에서 밑으로 가지가 사방으로 뻗어 있다. 이는 강한 바람과 눈이 원인인 듯하다. 주변에는 벚나무, 개암나무, 신갈나무 등이 자라고 있으며, 능선 근처에는 특산종인 모데미풀의 집단이 있다.
소백산의 주목군락은 한국의 대표적인 주목군락지로서 생물학적 보존가치가 높아 천연기념물로 지정·보호하고 있다.

## 같이 보기
- 주목

## 참고 자료
- 소백산 주목군락 - 국가유산청 국가유산포털